# Goniothalamus imbricatus
Goniothalamus imbricatus este o specie de plante din genul Goniothalamus, familia Annonaceae, descrisă de Rudolph Herman Scheffer. Conform Catalogue of Life specia Goniothalamus imbricatus nu are subspecii cunoscute.